# Fabiola Casà
Fabiola Casà (Milano, 30 ottobre 1974) è una conduttrice radiofonica italiana.

## Biografia

### Gli inizi
Nota anche con il solo prenome Fabiola, sin dalla metà degli anni Novanta collabora con diversi produttori di musica dance, mettendo a disposizione la sua voce. 
Successivamente inizia a collaborare con l’etichetta discografica Soul Trade, dove si occupa di licenze discografiche per l’estero, entrando definitivamente nel mondo musicale.
A fine anni Novanta (tra il 1996 e il 1998) entra a far parte di Viva Management, agenzia di booking italiana che si occupa di vendere serate di artisti italiani e internazionali nei locali di tutta Europa, un’esperienza che la porta a viaggiare per anni perfezionando le lingue straniere come l'inglese, il francese e lo spagnolo.

### La carriera radiofonica
Nel 2000 intraprende la carriera radiofonica e la sua prima esperienza è con l'emittente nazionale Radio Italia Network, che proprio in quell’anno comincia a trasmettere da Milano con un nuovo palinsesto.
Così inizia l'avventura di Los Cuarenta, storico programma pomeridiano in onda dalle 15 alle 17. Il successo dello show la porta a lavorare per i più grandi club d’Italia con i suoi due dj, Alex c e Dj Speciale.
Los Cuarenta diventa una grande realtà’ radiofonica fino al 2005, anno in cui Radio Italia Network abbandona le frequenze in FM per lasciare posto al progetto Play Radio (che chiuderà’ dopo un anno lasciando le frequenze alla nuova Virgin Radio).
Dal 2007 Fabiola passa a Discoradio, del gruppo Rds, dove conduce un programma nel primo pomeriggio fino al 2010, quando poi entra a far parte della squadra di Radio 105.
Il suo primo programma è Club Nation,  un contenitore di musica elettronica in onda tutti i venerdì e sabato sera, accompagnato da  un appuntamento video settimanale che racconta le grandi novità attraverso video e interviste fatte da Fabiola ai più grandi esponenti della musica di questo genere.
Negli anni si occupa di diversi programmi radiofonici all’interno di Radio 105, tra i quali 105 Night Express, storico programma che inizia a condurre con Dario Spada. Il programma si occupa di musica e diventa un salotto serale dove gli artisti di tutto il mondo vengono intervistati e invitati a suonare live dai due conduttori.
Nel 2016 inizia la conduzione, insieme a DJ Giuseppe, di 105 Music & Cars, programma di intrattenimento musicale in onda dal lunedì al venerdì dalle 16 alle 18, che dal 2019 conduce insieme a Dario Spada.

### La carriera televisiva
Negli anni Novanta inizia a collaborare con Match Music e Crazy Dance, due canali televisivi musicali dove Fabiola intraprende le sue prime esperienze televisive occupandosi di interviste ad artisti italiani e internazionali.
Negli anni si occupa anche di interviste televisive per Amici di Maria De Filippi e Music di Paolo Bonolis.
Nel 2015 è presente sul palco degli MTV Europe Music Awards al Forum di Assago (Milano).
Nel 2016 viene scelta come presentatrice e voce narrante di TOP DJ, programma televisivo, di genere talent show, dedicato al mondo dei clubbing, in onda in seconda serata su Italia 1.

### Vita privata
Fabiola è sposata con Daniele Orlando, proprietario del Fabrique, noto locale di Milano.